# روت برانت
روت برانت (به آلمانی: Rut Brandt) (زاده ۱۰ ژانویه ۱۹۲۰ – درگذشته ۲۸ ژوئیهٔ ۲۰۰۶) نویسنده آلمانی بود. او همسر ویلی برانت صدراعظم آلمان غربی بین سال‌های ۱۹۶۹ تا ۱۹۷۴ (میلادی) بود.

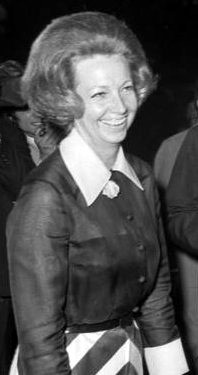
روت برانت (۱۹۷۰)

روت برانت در ۲۸ ژوئیهٔ ۲۰۰۶، در سن ۸۶ سالگی در برلین درگذشت.